# Burni Jamur Simpang Dua
Burni Jamur Simpang Dua är ett berg i Indonesien.   Det ligger i provinsen Aceh, i den västra delen av landet, 1 600 km nordväst om huvudstaden Jakarta. Toppen på Burni Jamur Simpang Dua är 2 706 meter över havet.
Terrängen runt Burni Jamur Simpang Dua är kuperad åt nordväst, men åt sydost är den bergig. Trakten runt Burni Jamur Simpang Dua är nära nog obefolkad, med mindre än två invånare per kvadratkilometer. I omgivningarna runt Burni Jamur Simpang Dua växer i huvudsak städsegrön lövskog.